# Micrurus fulvius
Micrurus fulvius är en ormart som beskrevs av Carl von Linné 1766. Micrurus fulvius ingår i släktet korallormar, och familjen giftsnokar. Inga underarter finns listade i Catalogue of Life.
Arten förekommer i södra Nordamerika. Utbredningsområdet sträcker sig från södra North Carolina i nordöst till Florida och nordöstra Mexiko. Den saknas däremot vid Mississippifloden. Micrurus fulvius lever i lövskogar, i blandskogar och i buskskogar. Ibland hittas den vid kanten av träskmarker.
Individerna gömmer sig ofta i lövskiktet, under trädstammar som ligger på marken eller under annan bråte. Även äggen göms i lövskiktet eller i det översta mjuka jordlagret.
Flera exemplar dödas när de korsar vägar. Skogarnas omvandling till kulturlandskap hotar beståndet. I några områden introducerades eldmyror som skadar ägg eller som dödar ungar. Populationen är fortfarande rätt stor. IUCN kategoriserar arten globalt som livskraftig.